# HONEY JET!!
『HONEY JET!!』（ハニー・ジェット）は、堀江由衣の7枚目のオリジナルアルバム。2009年7月15日に スターチャイルドから発売された。キャッチコピーは、「HONEY JETで、私に会いに来てね!」。

## 解説
前作『Darling』から1年半ぶりのリリースとなる。シングル「バニラソルト」から表題曲が、「silky heart」からは表題曲とカップリングの「Love Countdown」が収録されている。前作に収録された「Little Honey Bee」に引き続き、本作収録の「JET!!」「スピカ」は声優の浅野真澄（あさのますみ名義）の作詞提供曲。
元々は「HONEY」というタイトルで発表の予定だったが、先述の「JET!!」を堀江自身が気に入ったため、悩んだ末に2つを合わせて「HONEY JET!!」になったという。「JET!!」のPVは、『yui horie CLIPS 2』へ収録されている。
タイトルの由来は、堀江自身が元気の良い女の子をイメージしたかった事による。
ジャケットは前作に比べればカジュアルになっているが、これは隣の家に住んでいる女の子が家に遊びに来ちゃったという身近さを表現したためである。

## 収録曲
| #         | タイトル            | 作詞              | 作曲       | 編曲             | 時間  |
| --------- | ------------------- | ----------------- | ---------- | ---------------- | ----- |
| 1.        | 「moment」          | ACOMPANAR         | 加藤有加利 | ACOMPANAR        | 3:28  |
| 2.        | 「JET!!」           | あさのますみ      | 大川茂伸   | 大川茂伸         | 4:10  |
| 3.        | 「Secret Garden」   | 雲子              | 雲子       | emajic           | 4:07  |
| 4.        | 「prism」           | 雲子              | 雲子       | 田中正彦・横道彩 | 3:58  |
| 5.        | 「バニラソルト」    | Satomi            | Funta7     | 中塚武           | 5:04  |
| 6.        | 「スピカ」          | あさのますみ      | 葛谷葉子   | 渡辺徹           | 3:44  |
| 7.        | 「silky heart」     | Satomi            | 藤末樹     | 川口圭太         | 3:58  |
| 8.        | 「Get up and Go」   | 白井裕紀          | 森口友美   | ha-j             | 4:06  |
| 9.        | 「Peppermint Days」 | 椎名可憐          | 上田晃司   | 佐藤準           | 4:37  |
| 10.       | 「Love Countdown」  | 橋本由香利        | 橋本由香利 | 橋本由香利       | 4:17  |
| 11.       | 「Blue Rainy Days」 | 春行              | 春行       | 川口圭太         | 4:27  |
| 12.       | 「君のそばに」      | 雲子              | 雲子       | 家原正樹         | 5:03  |
| 13.       | 「Dear…」           | Shihomi・大西響太 | Shihomi    | ACOMPANAR        | 1:51  |
| 合計時間: | 合計時間:           | 合計時間:         | 合計時間:  | 合計時間:        | 52:50 |

## 参加ミュージシャン
| moment - Synth manipulator：ACOMPANAR - A.Guitar：Koichi Hirata - Chorus：中司雅美 JET!! - Synth manipulator, Keyboard：大川茂伸 - A.Guitar：梶原順 - Bass：中條卓 - Drums：沼澤尚 - Strings：丸山美里Strings Secret Garden - Synth manipulator：Yu-pan - Guitar：Yu-pan, Ikoman - Bass：川渕文雄 - Horn & Brass Arranged：YOKAN prism - All Instruments：田中正彦・横道彩 バニラソルト - All Instruments：中塚武 スピカ - Synth manipulator：渡辺徹 - A.Guitar：黒田晃年 - Violin：岡村美央 silky heart - All Instruments：川口圭太 Get up and Go - All Instruments：ha-j | Peppermint Days - Synth manipulator：佐藤準・Tetsuo Yamazaki - Keyboard：佐藤準 - A.Piano：中西康晴 - A.Guitar：笛吹利明・今剛 - E.Guitar：今剛 - Bass：高水健司 - Drums：山木秀夫 Love Countdown - Synth manipulator：橋本由香利 - E.Guitar：八ツ橋義幸 - Bass：松田“FIRE”卓己 - Drums：佐野康夫 - Trumpet：西村浩二・小林正弘 - Trombone：村田陽一 Blue Rainy Days - Synth manipulator：川口圭太 - A.Piano：難波弘之 - A.Guitar & E.Guitar：松原正樹 - Bass：伊藤広規 - Drums, Tambourine：島村英二 - Strings：村山達哉Strings 君のそばに - Synth manipulator：家原正樹 - Bass：美久月千晴 - Drums：大久保敦夫 - Strings：四家卯大Strings Dear… - All Instruments：ACOMPANAR |